# محوطه بردو
محوطه بردو مربوط به دوره ساسانیان - سده‌های اولیه دوران‌های تاریخی پس از اسلام است و در شهرستان دیر، بخش مرکزی، شهر بردستان واقع شده و این اثر در تاریخ ۲۶ اسفند ۱۳۸۶ با شمارهٔ ثبت ۲۲۱۸۱ به‌عنوان یکی از آثار ملی ایران به ثبت رسیده‌است.